# Podgrupa
Podgrupa – zbiór elementów danej grupy, który sam tworzy grupę z działaniem grupy wyjściowej; inaczej podzbiór grupy zamknięty na działanie grupowe i branie odwrotności, który zawiera jej element neutralny (zob. działanie wewnętrzne).
Podgrupy to te z podzbiorów grup, które odzwierciedlają i zachowują ich strukturę algebraiczną; badanie podgrup danej grupy (nazywanej czasem w tym kontekście nadgrupą) dostarcza o niej wielu istotnych informacji, umożliwiając głębsze zrozumienie jej budowy. Niekiedy podgrupy wkomponowane są w grupę w szczególny sposób: są niezmiennikami przekształceń algebraicznych (podgrupa normalna, podgrupa charakterystyczna), umożliwiają jednoznaczne przedstawienie elementu grupy jako sumy/iloczynu elementów ich „rozłącznych” podgrup (składnik/czynnik prosty, zob. suma prosta/iloczyn prosty podgrup); w teorii grup przemiennych rozpatruje się podgrupy czyste oraz podgrupy istotne o nieco słabszych, lecz nadal przydatnych, własnościach (przy potencjalnie większej ich liczbie, co ułatwia wskazanie podgrup o lepszych własnościach).

## Charakteryzacje
Niech {\displaystyle G} będzie grupą; podzbiór {\displaystyle H\subseteq G,} który tworzy grupę ze względu na działanie określone na {\displaystyle G,} nazywa się podgrupą grupy {\displaystyle G} i oznacza zwykle {\displaystyle H\leqslant G}. Podgrupę {\displaystyle H} jako grupę charakteryzują następujące warunki:
- Wewnętrzność: działanie grupowe na {\displaystyle H} jest zawężeniem działania grupy {\displaystyle G} do zbioru {\displaystyle H;} dlatego iloczyn elementów {\displaystyle a,b\in H} obliczany jest jako iloczyn elementów {\displaystyle a} oraz {\displaystyle b} w grupie {\displaystyle G;} aby uzyskać dwuargumentowe działanie wewnętrzne na {\displaystyle H} dane wzorem {\displaystyle (a,b)\mapsto ab} tak jak w grupie {\displaystyle G} potrzeba, a zarazem wystarcza, by {\displaystyle ab\in H} dla wszystkich {\displaystyle a,b\in H.} Innymi słowy zbiór {\displaystyle H} musi być zamknięty ze względu na działanie w {\displaystyle G.}
- Łączność: działanie w {\displaystyle H} musi być łączne, czyli dla wszystkich {\displaystyle a,b,c\in H} musi zachodzić {\displaystyle (ab)c=a(bc);} wiadomo jednak, że {\displaystyle (ab)c=a(bc)} dla {\displaystyle a,b,c\in G,} a ponieważ {\displaystyle H\subseteq G,} to powyższy warunek odnosi się w szczególności do elementów {\displaystyle a,b,c\in H;} w ten sposób łączność działania w {\displaystyle H} dana jest z góry (tzn. wynika wprost z łączności działania w {\displaystyle G}).
- Element neutralny: zbiór {\displaystyle H} nie może być pusty, gdyż jako grupa {\displaystyle H} musi mieć element neutralny; niech {\displaystyle e\in H} spełnia {\displaystyle ae=a} dla dowolnego {\displaystyle a\in H;} w szczególności dla elementu neutralnego {\displaystyle e} grupy {\displaystyle H} zachodzi {\displaystyle ee=e,} a ponieważ {\displaystyle e\in H\subseteq G,} to z charakteryzacji elementu neutralnego grupy wynika, że {\displaystyle e} jest elementem neutralnym grupy {\displaystyle G;} oznacza to, że element neutralny grupy {\displaystyle G} jest zarazem elementem neutralnym w {\displaystyle H,} o ile tylko należy on do {\displaystyle H,} tzn. nie trzeba szukać elementu neutralnego w {\displaystyle H,} gdyż jest on niejako z góry – wystarczy tylko sprawdzić, czy element neutralny w {\displaystyle G} należy do {\displaystyle H.}
- Odwracalność: dla każdego {\displaystyle a\in H} musi istnieć {\displaystyle x\in H,} dla których {\displaystyle ax=e;} odczytanie tego równania w grupie {\displaystyle G} daje natychmiastowo rozwiązanie {\displaystyle x=a^{-1}} w postaci elementu odwrotnego do {\displaystyle a} w grupie {\displaystyle G;} element odwrotny do {\displaystyle a} istnieje w {\displaystyle G,} dlatego nie trzeba go szukać, lecz wystarczy sobie jedynie zapewnić, iż element odwrotny {\displaystyle a^{-1}} do {\displaystyle a} należący do {\displaystyle G} jest również elementem {\displaystyle H.}

Podsumowując: niepusty podzbiór {\displaystyle H} grupy {\displaystyle G} jest podgrupą wtedy i tylko wtedy, gdy
- jest zamknięty na działanie: {\displaystyle ab\in H} dla wszystkich {\displaystyle a,b\in H;}
- zawiera element neutralny grupy: {\displaystyle e\in H;}
- jest zamknięty na odwracanie: {\displaystyle a^{-1}\in H} dla każdego {\displaystyle a\in H.}

Co więcej, drugi warunek wynika z pierwszego i trzeciego: niech {\displaystyle a\in H} (gdyż {\displaystyle H} jest niepusty, {\displaystyle H\neq \varnothing }), wtedy z trzeciego warunku {\displaystyle a^{-1}\in H,} a więc {\displaystyle aa^{-1}\in H} na mocy pierwszego, co daje {\displaystyle e\in H.} Innymi słowy sprawdzenie, czy {\displaystyle e\in H,} można pominąć zakładając, iż {\displaystyle H} jest niepusty; z drugiej strony jeśli nie wiadomo a priori, czy {\displaystyle H\neq \varnothing ,} to najszybszym sposobem zapewnienia tego warunku jest właśnie sprawdzenie, czy {\displaystyle e\in H.} Na podstawie powyższych obserwacji można zatem sformułować
Kryterium bycia podgrupą
Niepusty podzbiór {\displaystyle H} grupy {\displaystyle G} jest jej podgrupą wtedy i tylko wtedy, gdy spełnia warunki
{\displaystyle ab\in H\;\;\quad \mathrm {dla\ wszystkich\ } a,b\in H;}
oraz
{\displaystyle a^{-1}\in H\quad \mathrm {dla\ ka{\dot {z}}dego\ } a\in H.}
Powyższe dwa warunki (wraz z {\displaystyle H\neq \varnothing }) często łączy się w jeden: {\displaystyle a^{-1}b\in H} dla wszystkich {\displaystyle a,b\in H}; jest on zupełnie równoważny warunkowi {\displaystyle ab^{-1}\in H} dla wszystkich {\displaystyle a,b\in H}. W przypadku skończonym wystarczający jest warunek zamkniętości działania, tzn. prawdziwe jest następujące
Kryterium bycia podgrupą grupy skończonej
Niepusty podzbiór skończony {\displaystyle H} grupy {\displaystyle G} bądź niepusty podzbiór {\displaystyle H} grupy skończonej {\displaystyle G} jest podgrupą wtedy i tylko wtedy, gdy {\displaystyle ab\in H} dla wszystkich {\displaystyle a,b\in H}.

## Przykłady
Podgrupy trywialna i niewłaściwa
W dowolnej grupie {\displaystyle G} zbiór jednoelementowy {\displaystyle \{e\}} oraz zbiór {\displaystyle G} są podgrupami nazywanymi odpowiednio podgrupą trywialną oraz podgrupą niewłaściwą (podgrupy, które nie są trywialne bądź niewłaściwe, nazywa się odpowiednio nietrywialnymi oraz właściwymi); jeżeli {\displaystyle H} jest podgrupą właściwą w {\displaystyle G,} to czasem używa się oznaczenia {\displaystyle H<G}, nietrywialność podgrupy zaznaczana jest osobno. Jeżeli {\displaystyle H} jest podgrupą w {\displaystyle G,} zaś {\displaystyle K} jest podgrupą w {\displaystyle H,} to {\displaystyle K} jest podgrupą w {\displaystyle G.}
Kryterium bycia podgrupą
Niech {\displaystyle 4\mathbb {Z} =\{4z\in \mathbb {Z} \colon z\in \mathbb {Z} \}=\{u\in \mathbb {Z} \colon 4\mid u\}} będzie podzbiorem liczb całkowitych {\displaystyle \mathbb {Z} } podzielnych przez {\displaystyle 4.} Zbiór {\displaystyle \mathbb {Z} } tworzy grupę ze względu na dodawanie (wprost z konstrukcji), zaś zbiór {\displaystyle 4\mathbb {Z} } jest zamknięty ze względu na dodawanie i branie odwrotności, a więc {\displaystyle 4\mathbb {Z} } jest podgrupą w {\displaystyle \mathbb {Z} .} Analogicznie dowodzi się, że zbiór {\displaystyle n\mathbb {Z} =\{nz\in \mathbb {Z} \colon z\in \mathbb {Z} \}} dla dowolnego {\displaystyle n} będącego liczbą naturalną jest podgrupą w {\displaystyle \mathbb {Z} ,} a ponadto wszystkie jej podgrupy mają tę postać.
Zbiór dodatnich liczb wymiernych tworzy podgrupę {\displaystyle \mathbb {Q} _{+}^{\times }} w grupie {\displaystyle \mathbb {Q} ^{\times }} niezerowych liczb wymiernych z działaniem mnożenia (iloczyn dowolnych dwóch niezerowych liczb wymiernych dalej jest niezerową liczbą wymierną i podobnie odwrotność niezerowej liczby wymiernej jest niezerową liczbą wymierną), co wynika wprost z własności iloczynu i odwrotności liczb wymiernych: jeśli {\displaystyle a,b>0,} to {\displaystyle ab>0} oraz {\displaystyle {\tfrac {1}{a}}>0;} podobne obserwacje dotyczą liczb rzeczywistych {\displaystyle \mathbb {R} } (należy wyżej zastąpić {\displaystyle \mathbb {Q} } znakiem {\displaystyle \mathbb {R} } i wyraz „wymierny” za pomocą „rzeczywisty”).
Jeżeli {\displaystyle H_{1},H_{2}} są podgrupami w {\displaystyle G,} to ich część wspólna {\displaystyle H_{1}\cap H_{2}} również jest podgrupą w {\displaystyle G}. Analogicznie część wspólna {\displaystyle \bigcap \nolimits _{i\in I}H_{i}} rodziny {\displaystyle \{H_{i}\}_{i\in I}} podgrup grupy {\displaystyle G} indeksowanej za pomocą pewnego zbioru indeksów {\displaystyle I} również jest podgrupą w {\displaystyle G.}
Niech {\displaystyle S} oznacza zbiór wszystkich wzajemnie jednoznacznych odwzorowań przedziału jednostkowego {\displaystyle [0,1]} liczb rzeczywistych; tworzy on grupę ze względu na składanie odwzorowań (zob. grupa: Motywacja). Zbiór {\displaystyle T=\{f\in S\colon f(0)=0\}} jest podgrupą w {\displaystyle S} jako jej niepusty podzbiór zamknięty na składanie i odwracanie funkcji:
- Otóż zbiór {\displaystyle T} jest niepusty, gdyż należy do niego odwzorowanie tożsamościowe {\displaystyle i\in S} dane wzorem {\displaystyle i(x)=x,} dla którego zachodzi {\displaystyle i(0)=0.}
- Ponadto jeżeli {\displaystyle f,g\in T,} to {\displaystyle f(0)=0} oraz {\displaystyle g(0)=0,} co oznacza {\displaystyle (f\circ g)(0)=f(g(0))=f(0)=0,} a więc {\displaystyle f\circ g\in T.}
- Wreszcie jeśli {\displaystyle f\in T,} to {\displaystyle f(0)=0,} a zatem {\displaystyle f^{-1}(f(0))=f^{-1}(0),} stąd {\displaystyle \left(f^{-1}\circ f\right)(0)=i(0)=f^{-1}(0),} tzn. {\displaystyle 0=f^{-1}(0),} czyli {\displaystyle f^{-1}\in T.}

Kryterium bycia podgrupą skończoną
Niech dany będzie podzbiór {\displaystyle U=\{{\overline {1}},{\overline {3}},{\overline {5}},{\overline {7}}\}} grupy {\displaystyle \mathbb {Z} _{8}} wraz z mnożeniem modulo {\displaystyle 8,} przy czym {\displaystyle {\overline {x}}} oznacza redukcję liczby całkowitej {\displaystyle x} modulo {\displaystyle 8} (tzn. resztę z dzielenia {\displaystyle x} przez {\displaystyle 8}). Ponieważ
{\displaystyle {\begin{matrix}{\overline {1}}\ {\overline {1}}={\overline {1}},\quad &{\overline {1}}\ {\overline {3}}={\overline {3}},\quad &{\overline {1}}\ {\overline {5}}={\overline {5}},\quad &{\overline {1}}\ {\overline {7}}={\overline {7}},\\{\overline {3}}\ {\overline {1}}={\overline {3}},\quad &{\overline {3}}\ {\overline {3}}={\overline {1}},\quad &{\overline {3}}\ {\overline {5}}={\overline {7}},\quad &{\overline {3}}\ {\overline {7}}={\overline {5}},\\{\overline {5}}\ {\overline {1}}={\overline {5}},\quad &{\overline {5}}\ {\overline {3}}={\overline {7}},\quad &{\overline {5}}\ {\overline {5}}={\overline {1}},\quad &{\overline {5}}\ {\overline {7}}={\overline {3}},\\{\overline {7}}\ {\overline {1}}={\overline {7}},\quad &{\overline {7}}\ {\overline {3}}={\overline {5}},\quad &{\overline {7}}\ {\overline {5}}={\overline {3}},\quad &{\overline {7}}\ {\overline {7}}={\overline {1}},\end{matrix}}}
to zbiór {\displaystyle U} jest zamknięty ze względu na mnożenie. Skoro {\displaystyle \mathbb {Z} _{8}} jest zbiorem skończonym, to na podstawie kryterium bycia podgrupą skończoną zbiór {\displaystyle U} powinien być podgrupą w {\displaystyle \mathbb {Z} _{8}.} Byłaby to prawda, gdyby {\displaystyle \mathbb {Z} _{8}} była grupą ze względu na mnożenie (nie jest nią, gdyż nie istnieje np. odwrotność elementu {\displaystyle {\overline {0}}}); jest ona jednak grupą ze względu na dodawanie, co (jak się okazuje) jest zupełnie czymś innym – aby poprawnie zastosować wspomniane kryterium, należy się więc najpierw upewnić, że nadzbiór tworzy grupę (z tym samym działaniem).
Mimo to {\displaystyle U} jest grupą ze względu na mnożenie: z powyższych rozważań wynika, że zbiór ten jest zamknięty na mnożenie, które jest łączne (jest ono w istocie łączne na {\displaystyle \mathbb {Z} _{8},} co wynika z własności arytmetyki modularnej); ponadto {\displaystyle {\overline {1}}\in U} oraz {\displaystyle {\overline {a}}\ {\overline {1}}={\overline {a}}} dla wszystkich {\displaystyle {\overline {a}}\in U} (z powyższych rozważań lub własności arytmetyki modularnej), skąd {\displaystyle {\overline {1}}} jest elementem neutralnym w {\displaystyle U;} każdy element {\displaystyle U} ma odwrotność należącą do {\displaystyle U} – wynika to z równań {\displaystyle {\overline {1}}\ {\overline {1}}={\overline {1}},} {\displaystyle {\overline {3}}\ {\overline {3}}={\overline {1}},} {\displaystyle {\overline {5}}\ {\overline {5}}={\overline {1}},} {\displaystyle {\overline {7}}\ {\overline {7}}={\overline {1}},} oraz {\displaystyle {\overline {1}},{\overline {3}},{\overline {5}},{\overline {7}}\in U.} Korzystając z kryterium bycia podgrupą skończoną, można się przekonać, iż podzbiory {\displaystyle \{{\overline {1}},{\overline {3}}\},} {\displaystyle \{{\overline {1}},{\overline {5}}\},} {\displaystyle \{{\overline {1}},{\overline {7}}\}} są nietrywialnymi podgrupami właściwymi w {\displaystyle U,} gdyż są one zamknięte ze względu na mnożenie (są to jedyne tego rodzaju podgrupy w tej grupie). Podgrupy w {\displaystyle U} mają rzędy {\displaystyle 1,2,4,} które są dzielnikami rzędu {\displaystyle |U|=4} grupy {\displaystyle U.}
Podzbiór {\displaystyle E=\{1,-1,i,-i\}} tworzy podgrupę grupy {\displaystyle \mathbb {C} ^{\times }} niezerowych liczb zespolonych względem mnożenia na podstawie kryterium bycia podgrupą skończoną, gdyż jest zamknięta na branie iloczynów. To samo kryterium mówi, że {\displaystyle \{1,-1\}} jest podgrupą w {\displaystyle E.} Ponadto grupa ta nie ma innych nietrywialnych podgrup właściwych, gdyż jeśli podgrupa ta zawierałaby {\displaystyle i} lub {\displaystyle -i,} to musiałaby także zawierać {\displaystyle i^{2},i^{3},i^{4}} lub {\displaystyle (-i)^{2},(-i)^{3},(-i)^{4},} czyli tworzyłaby wtedy całą grupę {\displaystyle E.} Dlatego {\displaystyle E} ma dokładnie trzy podgrupy: jedną rzędu {\displaystyle 1,} jedną rzędu {\displaystyle 2} i jedną rzędu {\displaystyle 4.} W tym przypadku rzędy podgrup również są dzielnikami rzędu {\displaystyle |E|=4} grupy {\displaystyle E.}
Kryterium może okazać się fałszywe w przypadku, gdy badany podzbiór nie jest skończony: jeśli {\displaystyle P=\{z\in \mathbb {Z} \colon z>0\}} jest podzbiorem dodatnich liczb całkowitych (które można utożsamiać z liczbami naturalnymi {\displaystyle \mathbb {N} }), to mimo iż {\displaystyle \mathbb {Z} } jest grupą ze względu na dodawanie, a podzbiór {\displaystyle P} jest zamknięty na to działanie, to nie tworzy on podgrupy, gdyż brak w tym zbiorze elementu neutralnego dodawania {\displaystyle (0\notin P);} rozpatrywanie {\displaystyle N=\{z\in \mathbb {Z} \colon z\geqslant 0\}} (podobnie jak poprzedni przykład) narusza warunek należenia odwrotności (tu: elementu przeciwnego). Grupa {\displaystyle \mathbb {Z} } jest kanonicznym przykładem grupy nieskończonej (wszystkie nieskończone grupy generowane przez jeden element mają tę samą co ona strukturę grupy cyklicznej, zob. izomorfizm).
Sumy mnogościowe
W ogólności suma mnogościowa {\displaystyle H_{1}\cup H_{2}} podgrup {\displaystyle H_{1},H_{2}} nie musi być podgrupą: jest tak wtedy i tylko wtedy, gdy {\displaystyle H_{1}\subseteq H_{2}} lub {\displaystyle H_{1}\supseteq H_{2}}; wynika to z nieco ogólniejszej obserwacji: jeżeli {\displaystyle H} jest podgrupą w {\displaystyle G} zawartą w {\displaystyle H_{1}\cup H_{2},} to {\displaystyle H} zawiera się w całości w {\displaystyle H_{1}} lub {\displaystyle H_{2}} (być może w obu z nich). Oznacza to, że nie istnieje grupa, która byłaby sumą mnogościową dwóch swoich nietrywialnych podgrup właściwych; mimo to istnieje grupa, dla której suma jej trzech różnych nietrywialnych podgrup właściwych tworzy w niej podgrupę. Twierdzenie Scorzy stanowi o tym, że jeśli grupa jest sumą trzech nietrywialnych podgrup właściwych, to są one indeksu dwa, a części wspólne dowolnych dwóch z tych trzech podgrup są równe, z kolei twierdzenie Cohna (będące jego rozszerzeniem) charakteryzuje grupy będące sumą mnogościową czterech, pięciu i sześciu ich podgrup właściwych, zaś twierdzenie Tomkinsona mówi, iż nie istnieje grupa, którą można zapisać w postaci sumy mnogościowej dokładnie siedmiu jej nietrywialnych podgrup właściwych.
Pojęcia
Podgrupę grupy {\displaystyle G} generowaną przez jej podzbiór {\displaystyle X} można scharakteryzować jako najmniejszą (w sensie zawierania) podgrupę zawierającą wszystkie elementy zbioru {\displaystyle X,} tj. część wspólną wszystkich podgrup zawierających zbiór {\displaystyle X.} Podgrupę generowaną przez jednoelementowy podzbiór {\displaystyle \{a\}} grupy {\displaystyle G} nazywa się podgrupą cykliczną generowaną przez {\displaystyle a,} zaś sam element {\displaystyle a} nazywa się generatorem tej podgrupy (może mieć ona wiele generatorów); rzędem elementu {\displaystyle a} nazywa się rząd podgrupy (cyklicznej) generowanej przez ten element, czyli jej liczbę elementów.
Przypadki grup {\displaystyle U} i {\displaystyle E} opisane w wyżej („kryterium bycia grupą skończoną”) sugerują ogólną regułę, iż rząd podgrupy dzieli rząd grupy – w istocie jest ona prawdziwa: rozumowanie w przypadku skończonym wymaga jedynie znajomości pojęć grupy i funkcji (można go znaleźć w rząd: Własności); w przypadku ogólnym wynik ten, nazywany twierdzeniem Lagrange’a, wymaga znajomości pojęcia warstwy grupy względem jej podgrupy.
Własności
Niech {\displaystyle G} będzie dowolną grupą; zbiór {\displaystyle \mathrm {C} (x)=\{a\in G\colon ax=xa\}} elementów grupy {\displaystyle G} przemiennych z ustalonym jej elementem {\displaystyle x\in G} tworzy podgrupę nazywaną centralizatorem elementu {\displaystyle x}; podobnie zbiór {\displaystyle \mathrm {Z} (G)=\{a\in G\colon ax=xa{\mbox{ dla }}x\in G\}} elementów grupy {\displaystyle G,} które są przemienne z dowolnym jej elementem, tworzy podgrupę nazywaną centrum grupy {\displaystyle G}.
Dla dwóch elementów {\displaystyle x,y} dowolnej grupy {\displaystyle G} element {\displaystyle [x,y]=xyx^{-1}y^{-1}} nazywa się ich komutatorem; przy czym {\displaystyle [x,y]=e} wtedy i tylko wtedy, gdy {\displaystyle x,y} są przemienne, tzn. {\displaystyle xy=yx.} Dla „wysoce nieprzemiennych” grup (tzw. grup doskonałych) może się zdarzyć, że żaden z komutatorów nie będzie elementem neutralnym, skąd podzbiór wszystkich komutatorów grupy nie musi tworzyć podgrupy; problem ten można obejść biorąc „najmniejszą” grupę zawierającą wszystkie komutatory, tj. podgrupę przez nie generowaną (zob. Przykłady): dla danych dwóch podzbiorów {\displaystyle X,Y} grupy {\displaystyle G} ich komutantem {\displaystyle [X,Y]} nazywa się podgrupę w {\displaystyle G} generowaną przez wszystkie komutatory {\displaystyle [x,y],} gdzie {\displaystyle x\in X} oraz {\displaystyle y\in Y.} Podgrupę {\displaystyle [G,G]} nazywa się komutantem lub pochodną grupy {\displaystyle G.}
Centrum i komutant są przykładami tzw. podgrup normalnych, czyli takich podgrup {\displaystyle H} pewnej grupy {\displaystyle G,} które są przemienne z dowolnym elementem {\displaystyle a\in G,} tzn. dla każdego {\displaystyle a\in G,} zachodzi {\displaystyle aH=Ha}. Pojęcie podgrupy normalnej umożliwia wprowadzenie metody konstrukcji nowych grup z istniejących grup oraz ich podgrup (normalnych), mianowicie tzw. grup ilorazowych; procedura ta jest uogólnieniem uzyskiwania grup {\displaystyle \mathbb {Z} _{n}} z mnożeniem modulo {\displaystyle n} z grupy liczb całkowitych {\displaystyle \mathbb {Z} } oraz jej podgrupy {\displaystyle n\mathbb {Z} } (zob. wyżej).
Ilustracje
Wśród wielu przykładów grup i ich podgrup można wymienić ponadto:
- grupę wszystkich izometrii danej przestrzeni euklidesowej (z działaniem składania przekształceń) nazywaną grupą euklidesową wraz z jej podgrupami: przesunięć, odbić, czy obrotów;
- grupę wszystkich odwracalnych macierzy kwadratowych ustalonego stopnia nad danym ciałem nazywaną pełną grupą liniową z podgrupami: diagonalną, skalarną oraz specjalną grupą liniową; wśród pozostałych można wymienić podgrupy: ortogonalną, unitarną i symplektyczną;
- grupę wszystkich permutacji zbioru skończonego z działaniem ich składania nazywaną grupą symetryczną (bądź grupą permutacji) wraz z grupą alternującą tego zbioru jako jej podgrupą.

Twierdzenie Cayleya mówi o tym, iż każda grupa może być postrzegana jako podgrupa grupy symetrycznej: dzięki temu twierdzenia obowiązujące dla grup symetrycznych są prawdziwe również dla wszystkich grup abstrakcyjnych.